# Angkor Thom

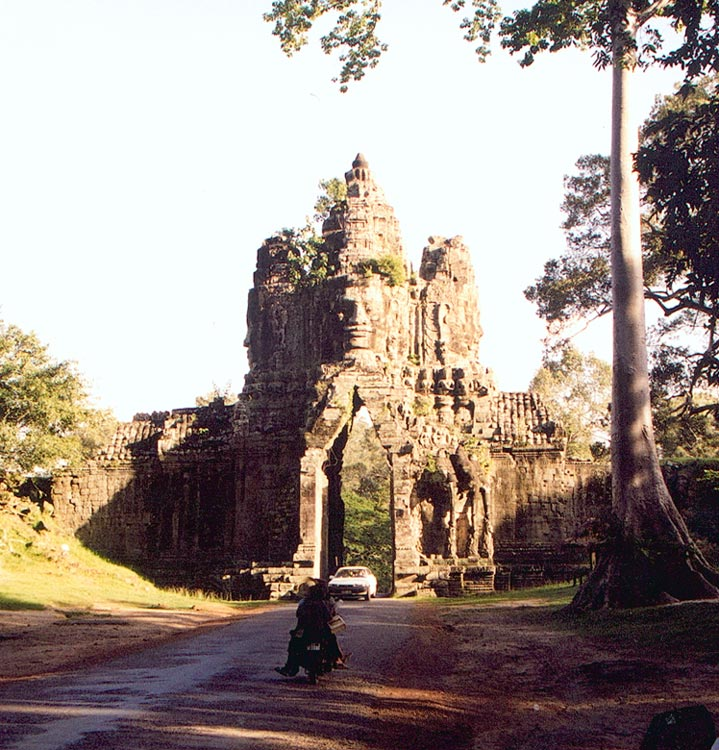
Angkor Thom södra ingång

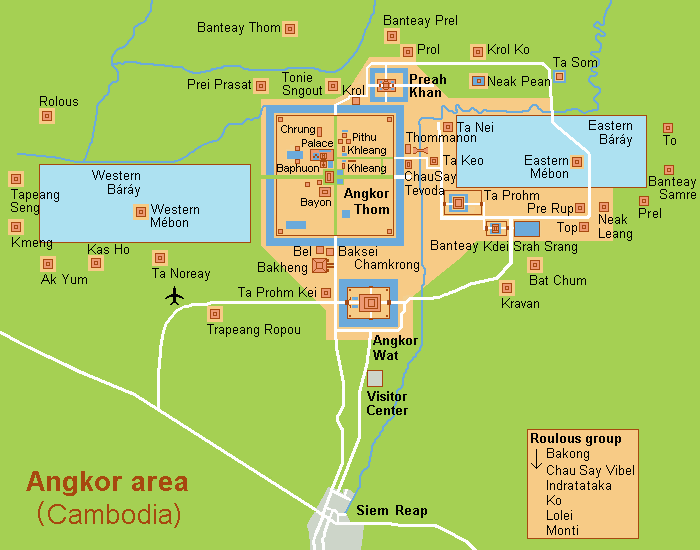
karta över Angkor

Angkor Thom är den centrala delen av ruinstaden Angkor i norra Kambodja. Området är 9 km² stort, kvadratiskt och omgärdat av en mur och vallgrav. Angkor Thom uppfördes av kung Jayavarman VII i samband med återuppbyggnaden av Angkor efter att chamfolket förhärjat staden år 1177.
Angkor Thom rymmer flera tempelruiner. Här inkluderas Bayon i dess mitt samt det äldre Baphuon, vilket tillhör den tre århundraden äldre staden Yashodharapura som Angkor Thom delvis ersatte.